# Карри, Джон
Джон Э́нтони Ка́рри (англ. John Anthony Curry; 9 сентября 1949, Бирмингем — 15 апреля 1994, Стратфорд-апон-Эйвон) — британский фигурист, выступавший в одиночном катании, олимпийский чемпион игр 1976 года.

## Детство и юность
Карри родился в Бирмингеме (Англия). Он получил образование в школе Solihull School. В детстве Карри мечтал стать танцором, но отец не одобрил танцы как деятельность, подходящую для мальчика, поэтому вместо танцев Карри в 7 лет начал брать уроки фигурного катания. Поначалу спорт не являлся для Карри серьёзным занятием.

## Любительская карьера
Когда ему исполнилось 16, умер отец, и фигурист переехал в Лондон, чтобы тренироваться у Арнольда Гершвилера. Карри вновь начал брать запрещенные прежде уроки танцев и посвятил своё основное время фигурному катанию. Арнольд Гершвилер помог ему завоевать первый титул чемпиона Великобритании в 1971 году. В 1972 году Карри нашёл американского спонсора, что позволило ему переехать в США и начать работу с тренерами Густавом Лусси и Карло Фасси. Под руководством Фасси спортсмен одержал победу на чемпионатах Европы и мира по фигурному катанию 1976 года, стал олимпийским чемпионом. На Олимпийских играх 1976 года он также нёс флаг за команду Великобритании.
Спортивный стиль Карри характеризовали балетные позиции, включение танцевальных элементов и превосходный контроль над телом. Наряду с канадским фигуристом Толлером Крэнстоном, Карри подчеркнул эстетическую сторону мужского катания и поднял фигурное катание на новый уровень выразительности. Ему удавались обязательные фигуры и прыжки.

## Достижения
| Соревнование            | 1970 | 1971 | 1972 | 1973 | 1974 | 1975 | 1976 |
| ----------------------- | ---- | ---- | ---- | ---- | ---- | ---- | ---- |
| Зимние Олимпийские игры |      |      | 11   |      |      |      | 1    |
| Чемпионаты мира         |      | 14   | 9    | 4    | 7    | 3    | 1    |
| Чемпионаты Европы       | 12   | 7    | 5    | 4    | 3    | 2    | 1    |

## Профессиональная карьера
После чемпионата мира 1976 года Карри стал профессионалом и основал собственное ледовое шоу и студию традиционных танцев. Кроме собственной хореографической постановки программ, Карри работал со знаменитыми танцевальными хореографами Питером Мартинсом и Твайлой Тарп. В общении Карри был человеком трудным, поэтому конфликты с руководством вынудили его приостановить свою деятельность в середине 1980-х годов. После этого Карри редко появлялся на публике.
В 1987 году Карри был поставлен диагноз ВИЧ, а в 1991 — СПИД. Он умер от сердечного приступа в 1994 году в возрасте 44 лет.